# Луций Плавций Хипсей (претор 189 пр.н.е.)
Луций Плавций Хипсей (на латински: Lucius Plautius Hypsaeus) е политик на Римската република. Произлиза от фамилията Плавции, клон Хипсей.
През 194 – 190 пр.н.е. той е Магистър на Монетния двор. През 189 пр.н.е. е претор и се грижи за провинция Близка Испания. Публий Юний Брут е управител в Далечна Испания.
Вероятно той има син Луций Плавций Хипсей, който е претор в Сицилия през 134 или 133 пр.н.е.